# 贝勒加德 (热尔省)
贝勒加德（法語：Bellegarde，法語發音：[bɛlɡaʁd] ⓘ）是法国热尔省的一个市镇，属于米朗德区。

## 地理
贝勒加德（43°25'29"N, 0°37'25"E）面积14.39 平方千米，位于法国奧克西塔尼大區热尔省，该省份为法国西南部内陆省份，北起顺时针与洛特-加龙省、塔恩-加龙省、上加龙省、上比利牛斯省、大西洋比利牛斯省和朗德省接壤。
与贝勒加德接壤的市镇（或旧市镇、城区）包括：贝特卡沃-阿甘、贝聚-巴容、马瑟布、梅扬、蒙科尔内伊-格拉藏、普伊卢布兰、塞尔。

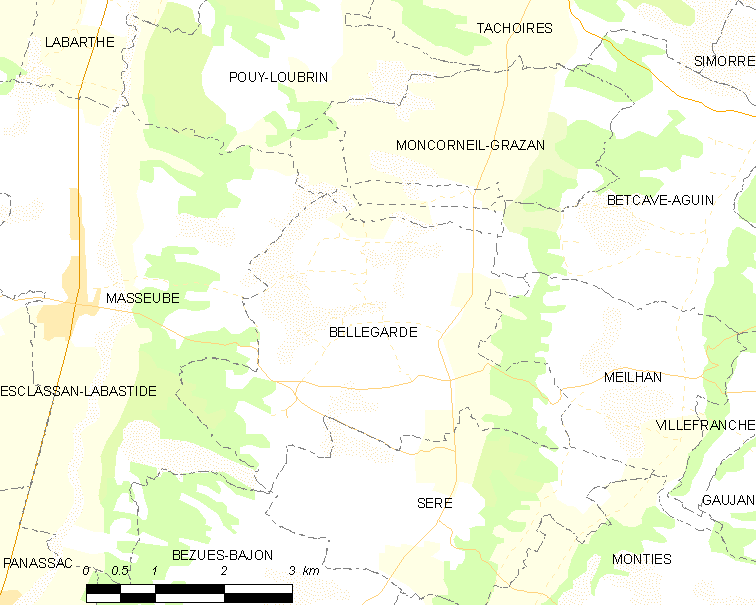
的OSM定位图

贝勒加德的时区为UTC+01:00、UTC+02:00（夏令时）。

## 行政
贝勒加德的邮政编码为32140，INSEE市镇编码为32041。

## 政治
贝勒加德所属的省级选区为阿斯塔拉克-日莫讷县。

## 人口

1962-2008年间人口变化图示

贝勒加德于2022年1月1日时的人口数量为159人。